# Kassoum Ouattara
Pour les articles homonymes, voir Ouattara.
Kassoum Ouattara, né le 14 octobre 2004 à Paris en France, est un footballeur français qui évolue au poste d'arrière gauche à l'AS Monaco.

## Biographie

### Carrière en club
Né à Paris en France de parents ivoiriens, Kassoum Ouattara commence le football à l'US Ivry. Il joue ensuite au FC Montrouge 92 avant d'être formé par le Amiens SC, qu'il rejoint en 2020. Il signe son premier contrat professionnel avec le club le 7 juillet 2022 et est par la même occasion intégré à l'équipe première pour la préparation d'avant saison,.
Il joue son premier match en professionnel le 20 août 2022, lors de la quatrième journée de la saison saison 2022-2023 de Ligue 2 contre le SC Bastia. Il entre en jeu à la place de Matthéo Xantippe et son équipe s'impose par trois buts à un ce jour-là. 
Ouattara s'impose comme un titulaire au poste d'arrière gauche lors de la première partie de la saison 2023-2024.
Le 1er novembre 2023, Kassoum Ouattara rejoint l'AS Monaco en tant que joker médical, le club de la principauté comptant plusieurs absences en défense. Il signe un contrat courant jusqu'en juin 2028 et le transfert est estimé à deux millions d'euros, plus deux autres millions de bonus,.
Ouattara joue son premier match pour Monaco le 5 novembre 2023 face au Stade brestois 29, faisant ainsi ses débuts en Ligue 1. Il entre en jeu à la place d'Ismail Jakobs et son équipe s'impose par deux buts à zéro,.

### En sélection
Kassoum Ouattara représente l'équipe de France des moins de 18 ans, pour un total de deux matchs joués, les deux en 2022.
En juin 2024, il participe au Tournoi Maurice Revello en France, avec l'équipe de France espoir. Il termine quatrième après une défaite contre l'Italie en petite finale.

## Statistiques détaillées
| Saison                | Club                  | Championnat           | Championnat | Championnat | Championnat | Coupe(s) nationale(s) | Coupe(s) nationale(s) | Coupe(s) nationale(s) | Compétition(s) continentale(s) | Compétition(s) continentale(s) | Compétition(s) continentale(s) | Compétition(s) continentale(s) | Total | Total | Total |
| Saison                | Club                  | Division              | M.          | B.          | P.d.        | M.                    | B.                    | P.d.                  | Comp.                          | M.                             | B.                             | P.d.                           | M.    | B.    | P.d.  |
| 2022-2023             | Amiens SC             | Ligue 2               | 11          | 0           | 0           | 1                     | 0                     | 0                     | -                              | -                              | -                              | -                              | 12    | 0     | 0     |
| 2023-2024             | Amiens SC             | Ligue 2               | 10          | 0           | 0           | -                     | -                     | -                     | -                              | -                              | -                              | -                              | 10    | 0     | 0     |
| Sous-total            | Sous-total            | Sous-total            | 21          | 0           | 0           | 1                     | 0                     | 0                     | -                              | -                              | -                              | -                              | 22    | 0     | 0     |
| 2023-2024             | AS Monaco             | Ligue 1               | 14          | 1           | 0           | 3                     | 0                     | 2                     | -                              | -                              | -                              | -                              | 17    | 1     | 2     |
| 2024-2025             | AS Monaco             | Ligue 1               | 12          | 0           | 1           | 2                     | 0                     | 0                     | C1                             | 2                              | 0                              | 0                              | 16    | 0     | 1     |
| 2025-2026             | AS Monaco             | Ligue 1               | 0           | 0           | 0           | 0                     | 0                     | 0                     | C1                             | 0                              | 0                              | 0                              | 0     | 0     | 0     |
| Sous-total            | Sous-total            | Sous-total            | 26          | 1           | 1           | 5                     | 0                     | 2                     | -                              | 2                              | 0                              | 0                              | 33    | 1     | 3     |
| Total sur la carrière | Total sur la carrière | Total sur la carrière | 47          | 1           | 1           | 6                     | 0                     | 2                     | -                              | 2                              | 0                              | 0                              | 55    | 1     | 3     |

## Palmarès

### En club
| AS Monaco                                                                                    |
| -------------------------------------------------------------------------------------------- |
| - Championnat de France : - Vice-champion : 2024. - Trophée des Champions - Finaliste : 2024 |